# Thomas Silloway
Thomas William Silloway (Newburyport, 7 de agosto de 1828 - 17 de mayo de 1910) fue un arquitecto estadounidense, conocido por construir más de 400 edificios para iglesias en el este de los Estados Unidos. Durante una carrera que abarcó unos sesenta años, también diseñó escuelas, academias, colegios, bibliotecas, asilos, ayuntamientos y muchas residencias privadas. Su principal obra es la Casa del Estado de Vermont, en la ciudad de Montpelier.

## Vida
Silloway nació en Newburyport, en el estado de Massachusetts, y fue criado como metodista por sus padres, Susan Stone Silloway y Thomas Silloway, Sr., un calderero. Fue educado en las escuelas públicas de su lugar de nacimiento, en Brown High, y en la Latin School local. Cuando era adolescente, Silloway fue aprendiz de albañil y empleado en una tienda comercial de las Indias Orientales.
En 1844, Silloway abandonó el metodismo y se convirtió en universalista. En 1847 comenzó a estudiar con Ammi B. Young, quien diseñó el Boston Custom House. En 1851 comenzó su propia práctica de arquitectura, y desde el principio fue exitoso y prolífico.
En 1857, fue contratado para diseñar la Casa del Estado de Vermont. El capitolio original de 1836 (obra de su mentor, Ammi B. Young) había sido destruida por un incendio en enero de 1857. Para su edificio de estilo neogriego Silloway pudo salvar el pórtico dórico de Young, así como partes de las paredes de granito. También diseñó una cúpula mucho más prominente, influenciada por la del Capitolio de Washington D. C.
En 1862 comenzó una segunda carrera como ministro universalista en New Hampshire, Boston y Brighton. Dejó el ministerio en 1867 cuando aumentó su obra arquitectónica. Para mejorar la calidad de los servicios públicos de algunos suburbios de Boston, en 1870 instó a la legislatura de Massachusetts a adoptar la ley Six Mile, que habría incorporado en esa ciudad a Brighton, Brookline y West Roxbury.
En 1886, se le encargó supervisar la reconstrucción de seis de las iglesias de la ciudad de Charleston, en Carolina del Sur, que había sido devastada por un fuerte terremoto.
Silloway también publicó varios libros, que abarcaron desde la Arquitectura hasta la Teología, la música sacra y los viajes. Entre sus obras está Cathedral Towns of England, Ireland, and Scotland (Ciudades catedralicias de Inglaterra, irlanda y Escocia), que escribió con Lee L. Powers.
Cuando murió en 1910, se le atribuyó el diseño de más edificios de iglesias que cualquier otra persona en Estados Unidos.

## Obras escogidas
- Iglesia de Highrock, ca. 1841, Arlington
- Ayuntamiento de Milford, 1853, Milford
- Casa del Estado de Vermont, 1858, Montpelier
- East Hall, 1860, Medford
- Primera Iglesia Congregacional, 1870, Waltham
- Iglesia Bautista Roslindale, 1884, Boston
- Iglesia Unitaria en Charleston, 1886, Charleston
- Biblioteca Pública de Conway, ca. 1901, Conway, Nuevo Hampshire

## Galería

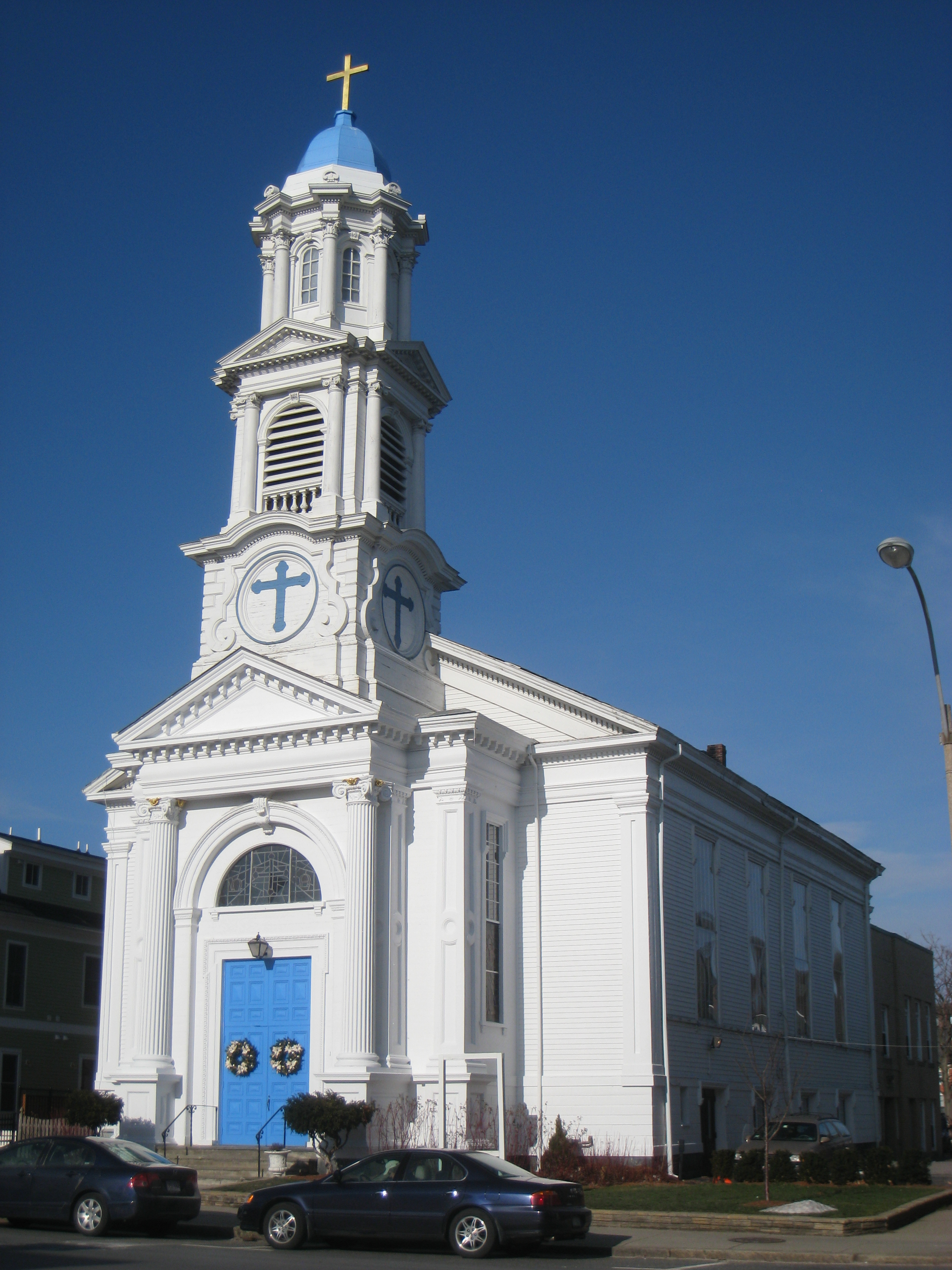
Highrock Church
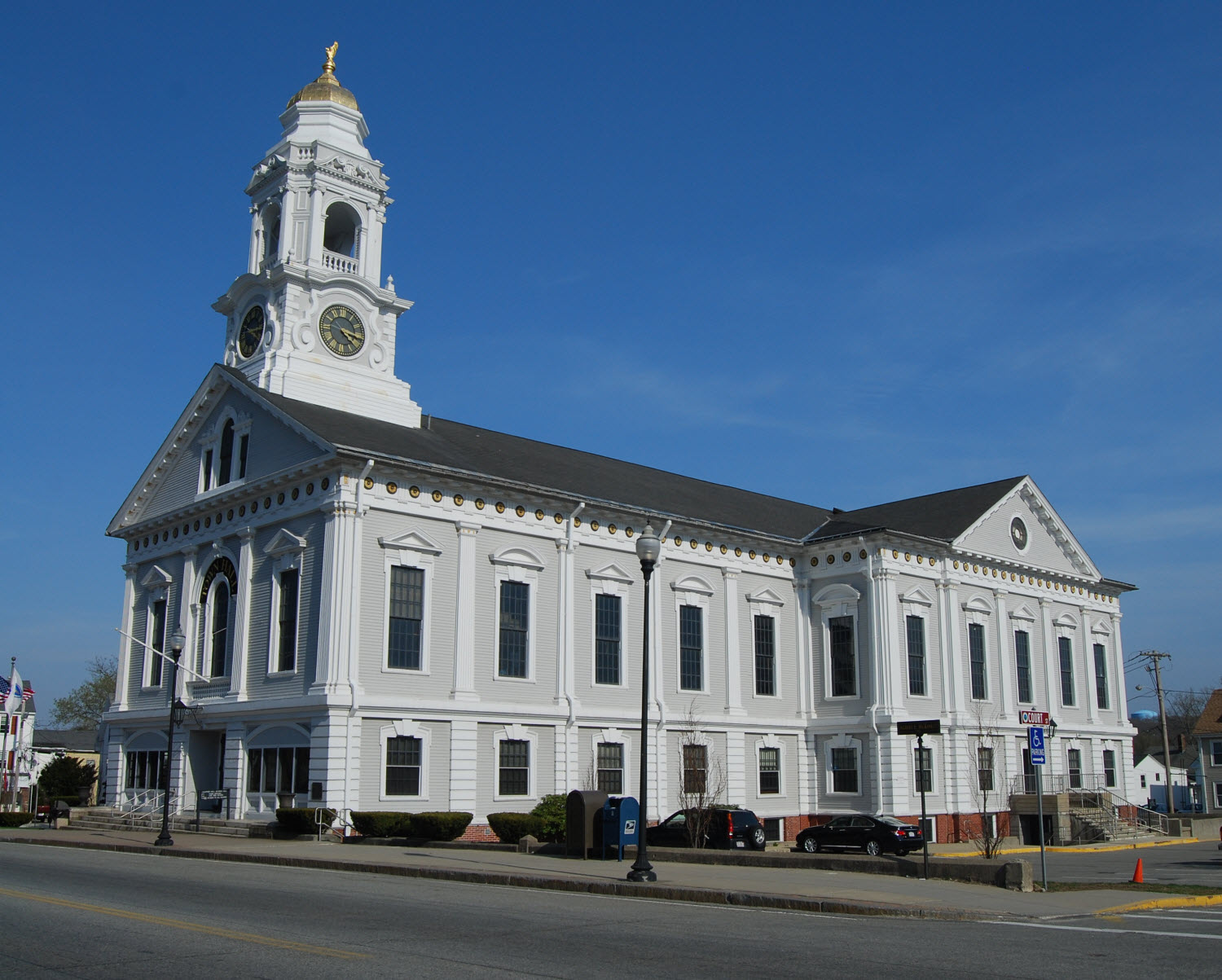
Ayuntamiento de Milford
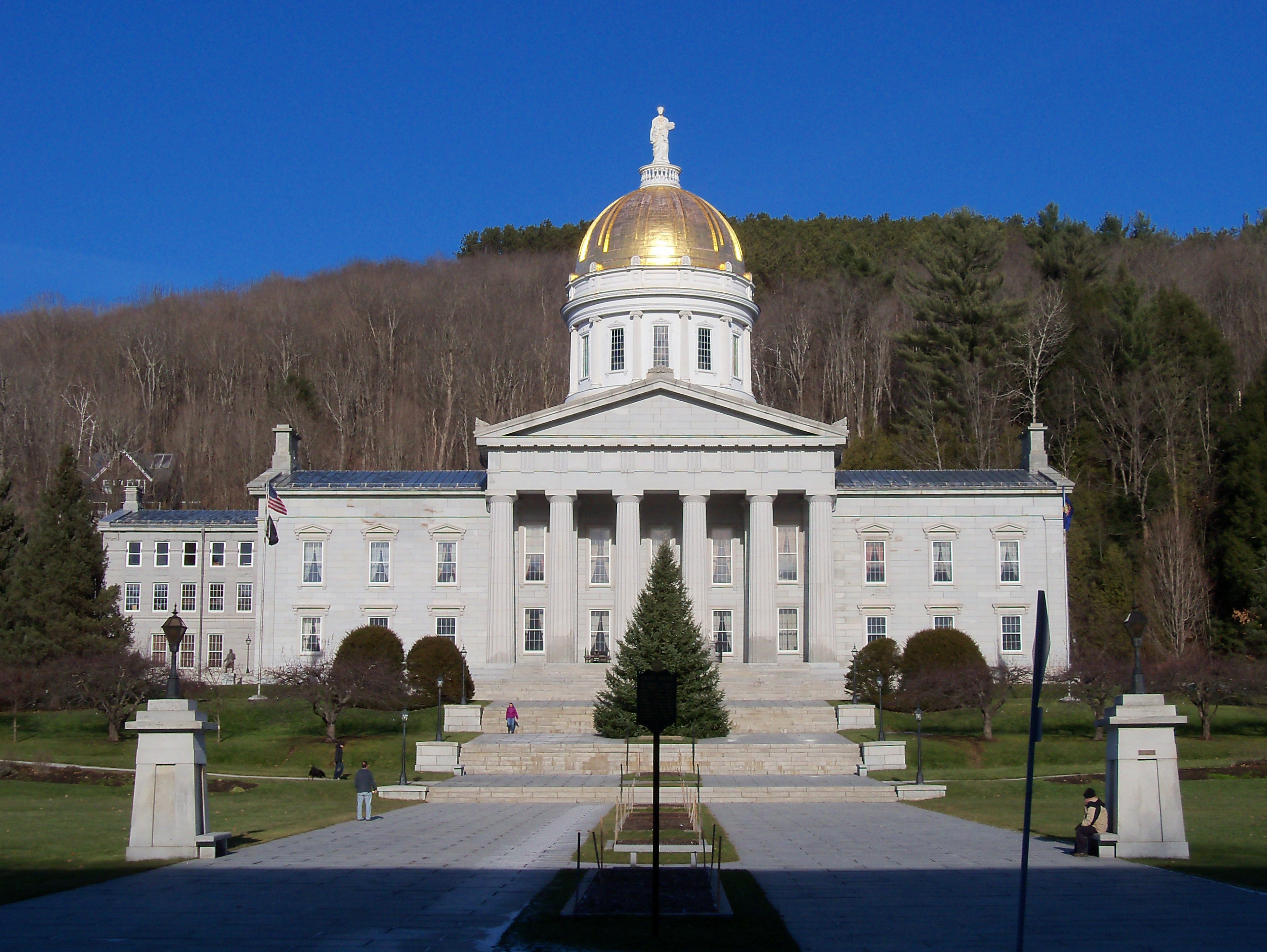
Casa del Estado de Vermont
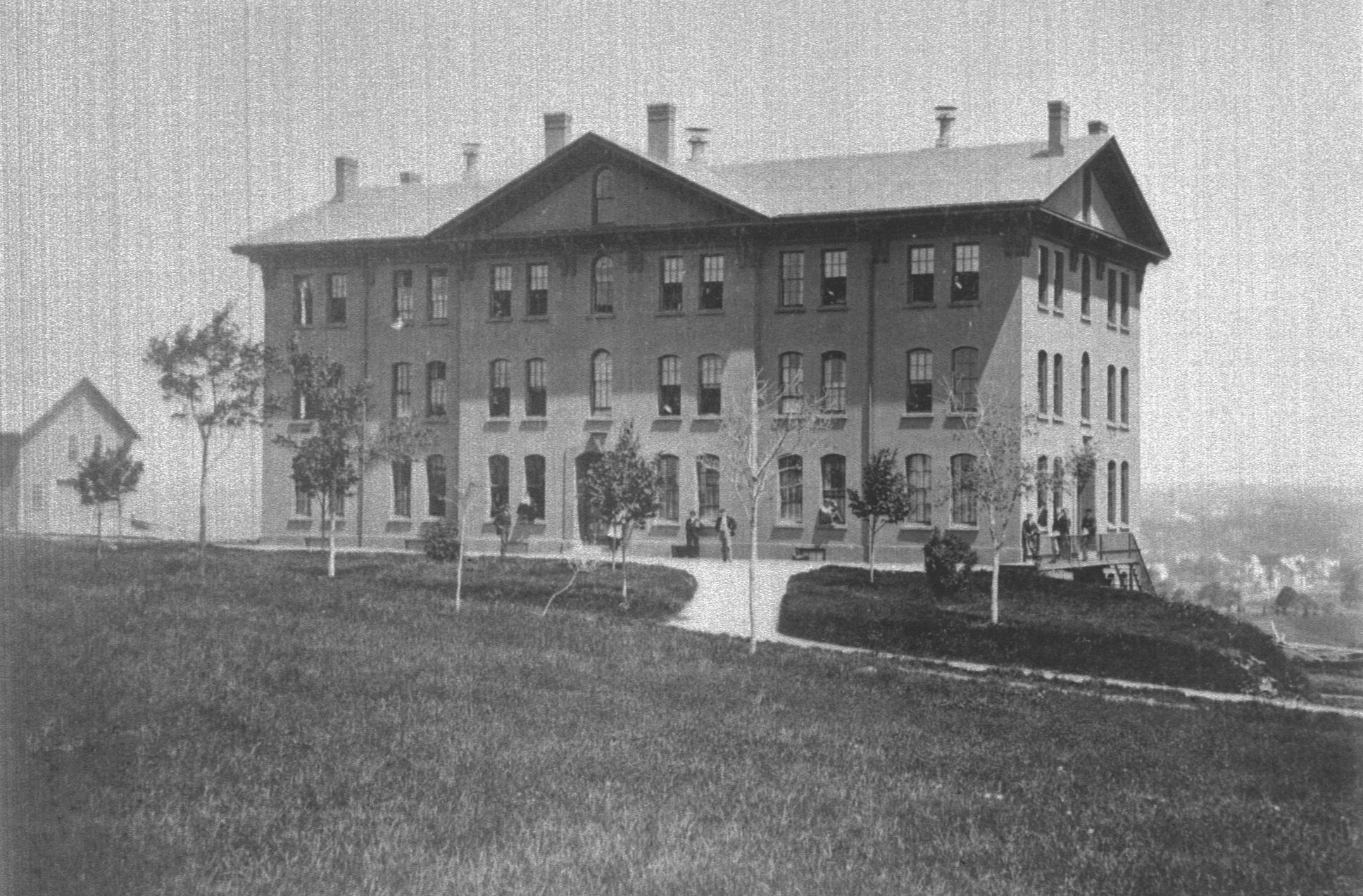
East Hall, Tufts College
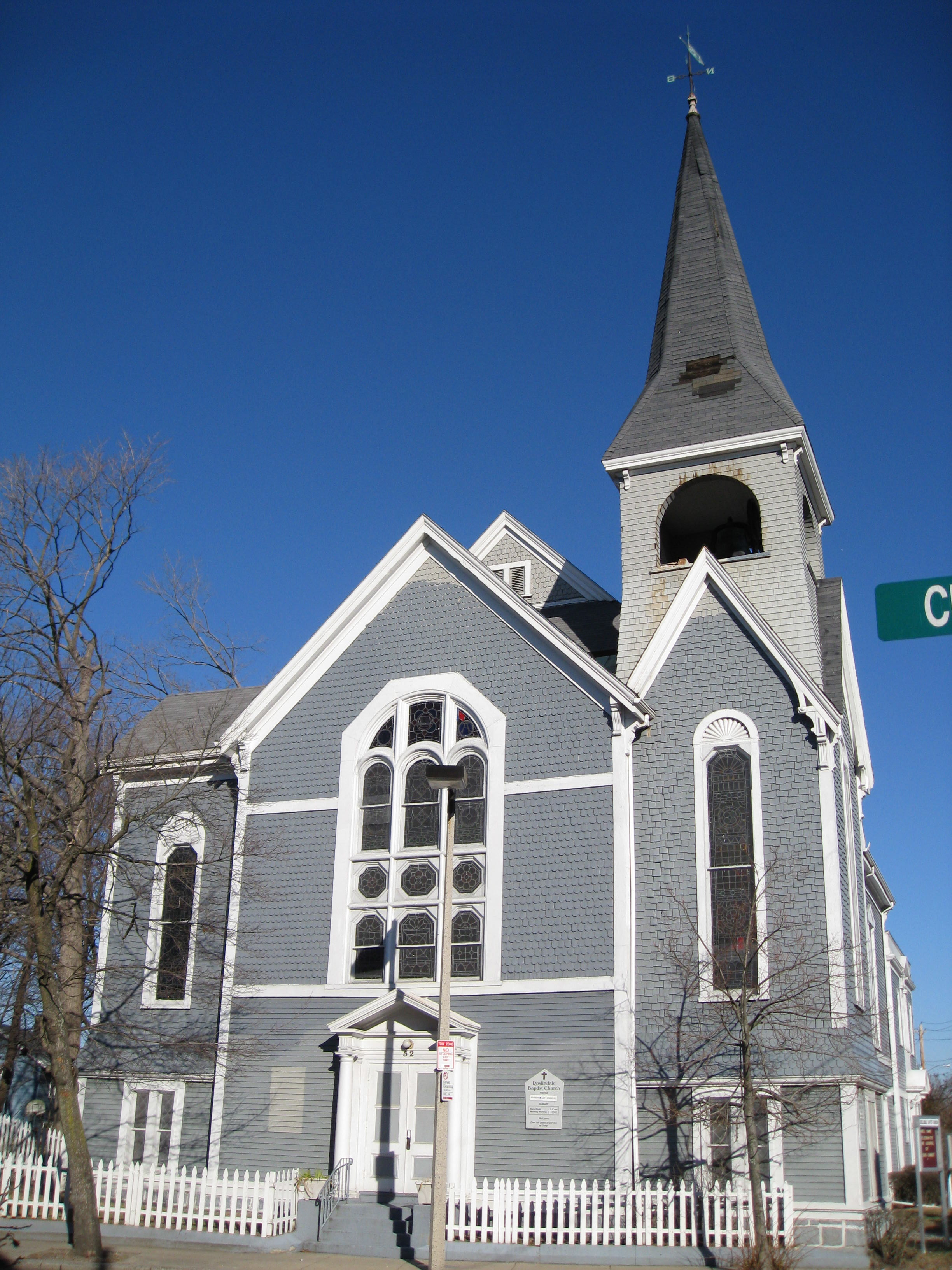
Iglesia Bautista Roslindale